# Mitología brasileña

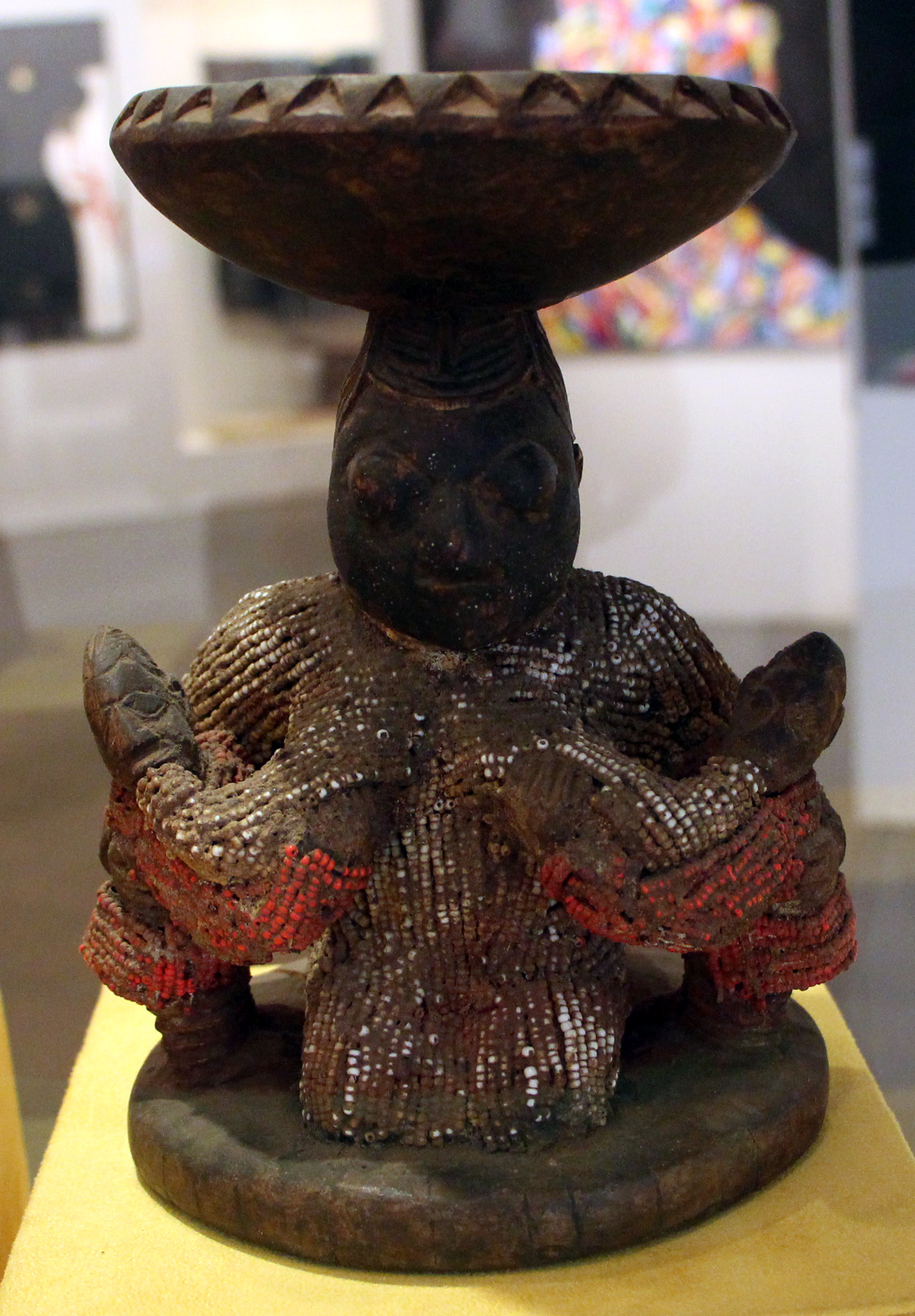
Yemayá amamantando los Ibejis, inicio del, Museo Afro Brasil.

La mitología brasileña es el subconjunto de folclore brasileño con elementos culturales del origen diverso que podemos encontrar en Brasil. Este comprende los cuentos, tradiciones, personajes y creencias con respecto a sitios, pueblos y entidades. En esta categoría entran elementos de varias culturas:
- Tradiciones de la Edad Media en la península ibérica, que llevaron los portugueses a América. Algunas de estas han sido olvidadas en Portugal. Además, también aparece folclore de otros países europeos, como Italia, Alemania o Polonia.
- Tradiciones africanas, llevadas a Brasil por los esclavos durante la época del colonialismo. Estas tradiciones incluyen también varias creencias religiosas.
- Elementos que surgieron en Brasil como mezcla de las europeas, africanas y brasileñas.
- Elementos contemporáneos relaborados a partir de viejas tradiciones.

Debido a la mezcla cultural brasileña, muchos elementos de su mitología son compartidos por las tradiciones de otros países, especialmente sus vecinos de América del Sur y Portugal.

## Personajes principales
- Alemoa
- Anhangá
- Boitatá
- Boiúna
- Boto
- Caipora
- Tupian
- Capelobo
- Corpo-Seco
- Cuca
- Curupira[1]
- Encantado Moura
- Cobra-Grande - ver Boiúna.
- Encantado
- Homem Saco (Literalmente, "Hombre del Saco")
- Iara
- Iemanjá
- Jurupari
- M'Boi
- Señora en Blanco. Equivalente de leyenda urbana del mexicano La llorona.
- Lobisomem – La versión brasileña del hombre lobo.
- Mãe--Ouro
- Mapinguari
- Maní
- Matinta Pereira
- Muiraquitã
- Mula sem Cabeça
- Negrinho Pastoreio
- Pisadeira
- Romãozinho
- Saci Pererê
- Cabeça Satânica
- Vitória Régia